# فيكتور لويز بيريرا سيلفا
فيكتور لويز بيريرا سيلفا (3 أبريل 1997 في البرازيل - ) هو لاعب كرة قدم برازيلي في مركز الظهير.

## وصلات خارجية
- فيكتور لويز بيريرا سيلفا على موقع قاعدة بيانات كرة القدم.إي يو (الإنجليزية)
- فيكتور لويز بيريرا سيلفا على موقع Soccerway.com (الإنجليزية)